# Prosta sprawa (singel)
Prosta sprawa – drugi singel Eweliny Lisowskiej, promujący jej trzeci album, zatytułowany Ponad wszystko. Singel został wydany 27 lipca 2016.
Przebój znalazł się na 10. miejscu listy AirPlay, najczęściej odtwarzanych utworów w polskich rozgłośniach radiowych. Nagranie otrzymało w Polsce certyfikat dwukrotnie platynowej płyty, przekraczając liczbę 40 tysięcy sprzedanych kopii.

## Premiera utworu
Premiera radiowa utworu miała miejsce 27 lipca 2016 w Radio Eska.

## Lista utworów
- Digital download[4]

1. „Prosta sprawa” – 3:19

## Notowania

### Pozycje na listach airplay
| Kraj   | Lista (2016)      | Najwyższa pozycja |
| ------ | ----------------- | ----------------- |
| Polska | AirPlay – Top     | 10                |
| Polska | AirPlay – Nowości | 1                 |

## Certyfikaty i sprzedaż
| Data             | Certyfikat ZPAV    | Sprzedaż |
| ---------------- | ------------------ | -------- |
| 25 stycznia 2017 | platynowa płyta    | 20 000+  |
| 14 czerwca 2017  | 2× platynowa płyta | 40 000+  |